# Marcus Walker
Marcus A. Walker (Kansas City, 22 agosto 1986) è un ex cestista statunitense, professionista in Europa.
Ha militato nella Espress League islandese, in Ukrajina Super-Liha e nel Campionato di Legadue in Italia.

## Carriera
Inizia la sua carriera negli Stati Uniti, giocando alcune stagioni nel campionato NCAA prima con la University of Nebraska-Lincoln, e successivamente con la Colorado State University. Nella stagione 2010-11 si trasferisce in Europa per giocare col KR Reykjavik, squadra del massimo campionato islandese, con la quale vince il campionato e viene premiato come MVP delle finali.
L'anno successivo si trasferisce nel campionato ucraino al Hoverla, con la quale disputerà anche 6 partite di EuroChallenge. Nel luglio 2012 firma con il Basket Barcellona nel Legadue. Dura solo un mese la permanenza a Barcellona, le visite mediche riscontrano alcuni problemi che non permettono al giocatore di ricevere l'idoneità per affrontare il campionato; di comune accordo con la società viene rescisso il contratto ed il giocatore torna negli Stati Uniti.